# Nahuatl
Nahuatl eller aztekiska (nahuatl: nāhuatlahtōlli eller mēxihcatlahtōlli) är ett uto-aztekiskt språk som talas av omkring 1,5 miljoner personer i centrala Mexiko.
På spanska stavas det náhuatl, medan det vanligen kallas nāhuatlahtōlli eller mēxihcatlahtōlli på nahuatl. En föga använd ortografisk standard stavar det nawatl. I den mexikanska "lagen om de språkliga rättigheterna" räknas nahuatl som ett så kallat nationellt språk av samma värde som spanska och Mexikos övriga indianska språk. Med en återbildning från språkets namn kallas den etniska gruppen nahuatltalande för Nahua.
Nahuatl har talats i centrala Mexiko åtminstone sedan 600-talet. Aztekerna talade en variant, Tenochtitlandialekten, av det språk som nu kallas klassisk nahuatl (i analogi med klassisk grekiska), stundom fornaztekiska. Nahuatl var det primära språket i aztekernas rike från 1200-talet fram till dess fall 13 augusti 1521. Europeiska missionärer använde språket i flera år därefter för att kommunicera med infödda invånare, och tog det också med sig till områden, där det ursprungligen inte talades nahuatl. När det latinska alfabetet infördes, blev nahuatl också ett litterärt språk. Det skrevs ett stort antal krönikor, poetiska verk, administrativa handlingar och grammatikor på nahuatl på 1500 - och 1600-talet. Detta tidiga litterära språk, det klassiska nahuatl, är bland de mest studerade och bäst dokumenterade språken i Amerika.
Nahuatl var ett lingua franca i Mellanamerika i över tusen år, från 600-talet och ända fram till 1700-talet, varefter spanskan tog över. Nahuatl är än idag det näst mest använda språket i Mexiko efter spanska och de olika dialekterna talas av nahuafolk i spridda samhällen mest på landsbygden. Dialekterna skiljer sig åt så pass att vissa inte ens är inbördes förståeliga. De har alla varit utsatta för varierande grad av spansk språkkontakt. Ingen av de moderna dialekterna är identisk med klassisk nahuatl, men de som talas i Mexikodalen är närmare besläktade med det än de i periferin.
Nahuatl har en komplex morfologi och räknas som ett polysyntetiskt och agglutinerande språk. Språket är en del av det mesoamerikanska språkområdet, och har påverkats av andra mesoamerikanska språk under flera hundra år. Dagens dialekter av nahuatl har många spanska lånord, men även spanskan har många lån från nahuatl.

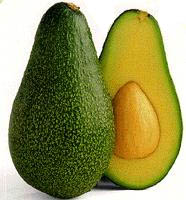
Ordet avokado kommer från nahuatl-ordet ahuacatl.

I svenskan har bland andra lånorden choklad (xocolatl), tomat (tomatl), avokado (ahuacatl), kakao (cacahuatl), coyote (coyotl) och chili upptagits via andra språk från nahuatl.

## Fonologi

### Konsonanter
|             | Labial | Dental  | Dental | Alveolopalatal | Velar  | Velar | Glottal |
| ----------- | ------ | ------- | ------ | -------------- | ------ | ----- | ------- |
| Norm.       | Labial | Lateral | Norm.  | Alveolopalatal | Labial |       | Glottal |
| Klusil      | p      | t       |        |                | k      | kʷ    | ʔ       |
| Affrikat    |        | ts      | tɬ     | tʃ             |        |       |         |
| Frikativ    |        | s       |        | ʃ              |        |       |         |
| Likvid      |        | l       |        |                |        |       |         |
| Nasal       | m      | n       |        |                |        |       |         |
| Approximant | w      |         |        | j              |        |       |         |

Källa:

### Vokaler
|             | Främre | Central | Bakre |
| ----------- | ------ | ------- | ----- |
| Sluten      | i      |         |       |
| Mellanöppen | e      |         | o     |
| Öppen       |        | a       |       |

Källa: